# 多重照顧
多重照顧（多重介護），為日本一個描述社會問題新創詞。

## 背景
照顧患者親屬一人長期照顧兩人以上罹患生理疾病、肢體障礙或罹患心理疾病等患者照顧工作外；同時期可能需要兼任照顧家庭年幼成員，或者家務勞動的責任。

## 關聯條目
- 長期照護
- 未成年照顧者
- 老老照顧
- 照顧殺人
- 照顧者負擔
- 照顧者壓力